# 24981 Сіґекімуракамі
24981 Сіґекімуракамі (24981 Shigekimurakami) — астероїд головного поясу, відкритий 22 травня 1998 року.
Тіссеранів параметр щодо Юпітера — 3,670.
Названо на честь Сіґекі Муракамі (яп. しげき・むらかみ(村上茂樹) сіґекі муракамі).